# Xipholena atropurpurea
Xipholena atropurpurea là một loài chim trong họ Cotingidae.